# Ácido ximenínico
El ácido ximenínico es el ácido trans -11-octadecen-9-inoico, un ácido graso acetilénico de cadena larga.
Fue descubierto en las semillas de frutos de tres especies de plantas sudamericanas del género Ximenia, de donde recibe su nombre. y se encontró que tiene la fórmula C18H30O2.
Se puede extraer de las semillas de los frutos del Santalum obtusifolium (sándalo)  y del sándalo australiano Santalum spicatum 
También se encuentra en el aceite de semillas de otras plantas de la familia Santalaceae, incluida la cereza nativa Exocarpos cupressiformis y el quandong dulce Santalum acuminatum.

## Patentes
Fue objeto de una patente europea en 2003 (para su uso en alimentos).  La solicitud de patente se consideró retirada en agosto de 2012. 

## Usos
Se utiliza en algunos productos para el cuidado de la piel. 